# Mannitolo-1-fosfato 5-deidrogenasi
La mannitolo-1-fosfato 5-deidrogenasi è un enzima appartenente alla classe delle ossidoreduttasi, che catalizza la seguente reazione:
D-mannitolo-1-fosfato + NAD+ ⇄ D-fruttosio-6-fosfato + NADH + H+